# Nymphulosis
Nymphulosis és un gènere d'arnes de la família Crambidae. Conté només una espècie, Nymphulosis arcanella, es troba a Iraq.